# Elecciones presidenciales de Maldivas de 1983
Las elecciones presidenciales se llevaron a cabo en las Maldivas el 30 de septiembre de 1983. El presidente incumbente, Maumoon Abdul Gayoom fue el único candidato propuesto por el Majlis de las Maldivas. Su candidatura fue aprobada por el 95,6% de los votantes.

## Resultados
| Maumoon Abdul Gayoom | 95.6 |
| En contra            | 4.4  |
| Total                | 100  |
| Fuente: Eur          |      |